# Polyantha-Rose
Der Name Rosa polyantha wurde 1843 von den deutschen Botanikern Philipp Franz von Siebold und Joseph Gerhard Zuccarini für eine vielblütige Rose aus Ostasien vergeben. Es stellte sich aber heraus, dass der schwedische Botaniker Carl Peter Thunberg schon 1784 die gleiche Rose als Rosa multiflora beschrieben hatte.
Polyantha-Rosen, von griechisch polyanthes: vielblütig; sind aus Mehrfachkreuzungen dieser Rose entstanden. Die ersten Polyanthas waren die 1875 eingeführte 'Ma Pâquerette' von Guillot fils und die 5 Jahre später eingeführte 'Mignonette' vom selben Züchter.
Kennzeichen der Polyantha-Rosen sind die doldenartigen Blütenstände oder großen Blütenbüschel und der sehr buschige Wuchs. Sie sind im Allgemeinen duftlos, obwohl es auch hier einige gut duftende Sorten gibt (z. B. 'Natalie Nypels').
Zu den Polyantha-Rosen gehören die sogenannten Compacta-Rosen, die von dem niederländischen Rosenzüchter Gerrit de Ruiter entwickelt wurden. Sie wachsen außerordentlich gedrungen, sind nur 30–40 cm hoch, haben starre Triebe und wurden in Deutschland mit den Namen der „Sieben Zwerge“ (z. B. ‚Alberich‘) benannt.
Die Anfang des 20. Jahrhunderts entstandenen Polyantha-Hybriden sind daraus entstandene Zuchtrosen, die mit etwas größeren, meist halb gefüllten Blüten eine starke Farbwirkung entfalten. Sie werden zur Steigerung der Fernwirkung oft in Gruppen gepflanzt. Es gibt einfach-blühende und gefüllte Sorten.
Durch Einkreuzen von Teehybriden und weiteren (Wild-)Rosenarten entstand eine Vielzahl von Zwischenformen, die man jetzt, zusammen mit den Floribundarosen, zur Gruppe der Beetrosen zusammenfasst.

## Sorten (Auswahl)
- 'Garnette', 1951, Tantau, rot
- 'Goldilocks', 1948, Boerner, gelb
- 'Guletta', 1976, de Ruiter, gelb
- 'Ma Pâquerette', 1875, Guillot, weiß
- 'Margo Koster', 1931, Koster, orange, Sport von 'Dick Koster'
- 'Muttertag', 1950, Grootendorst, leuchtend rot
- 'The Fairy', 1932, Bentall, rosa, Hybride mit Rosa moschata
- 'Yvonne Rabier', 1909, Turbat, weiß
- 'Schweizergruss', 1952, Tantau, blutrot

## Galerie

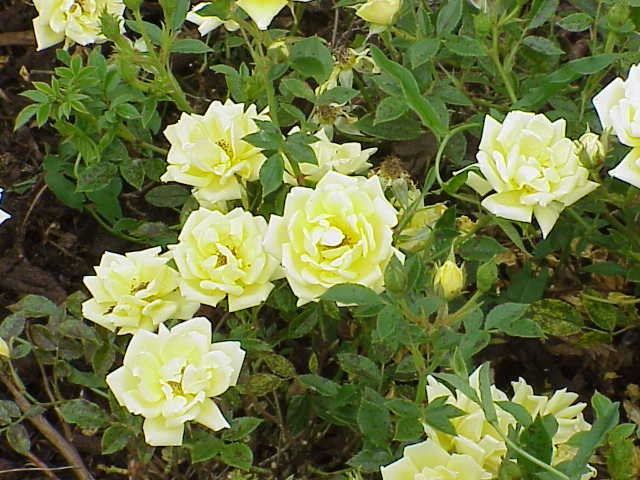
Zwergpolyantha 'Guletta'
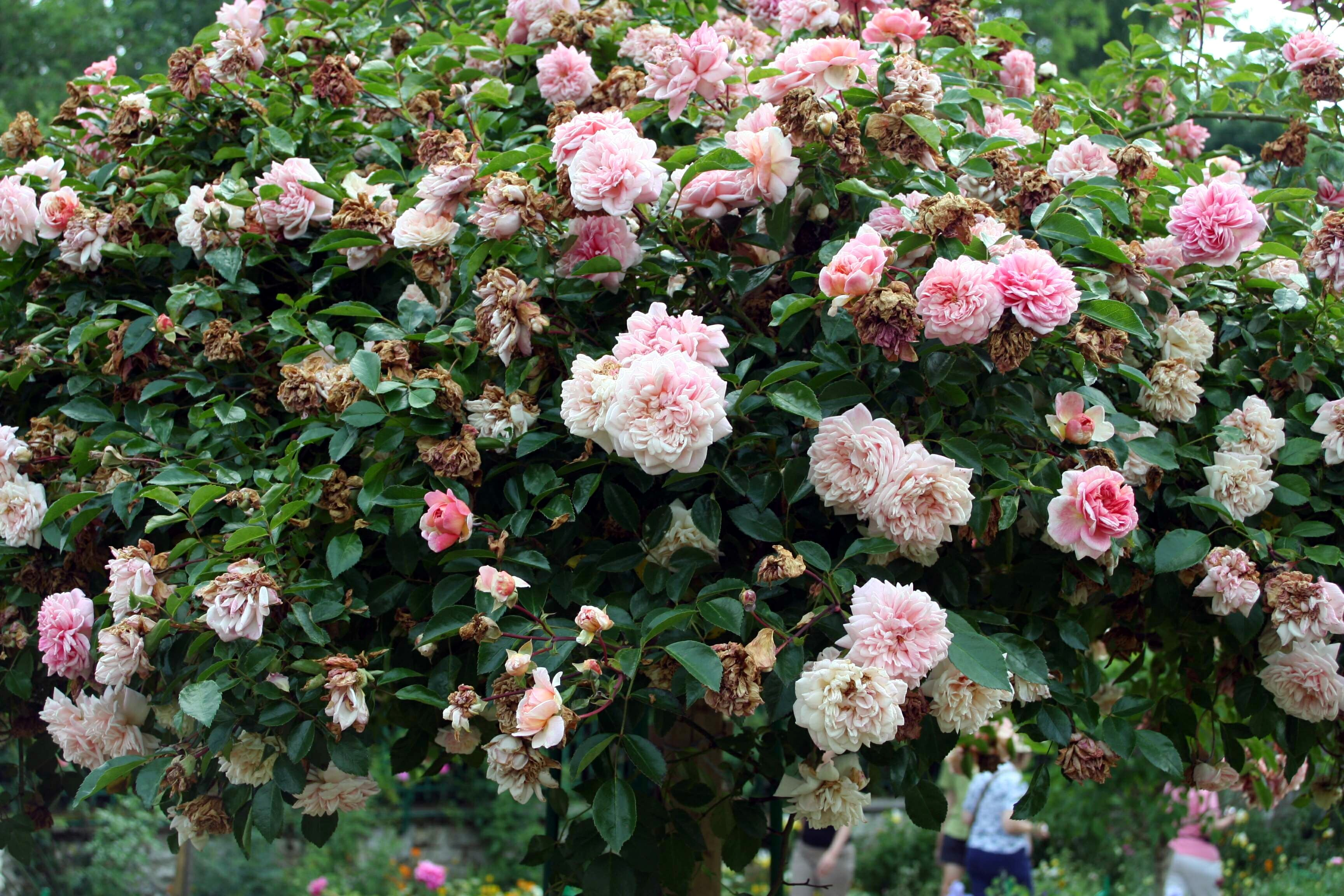
'The Fairy'
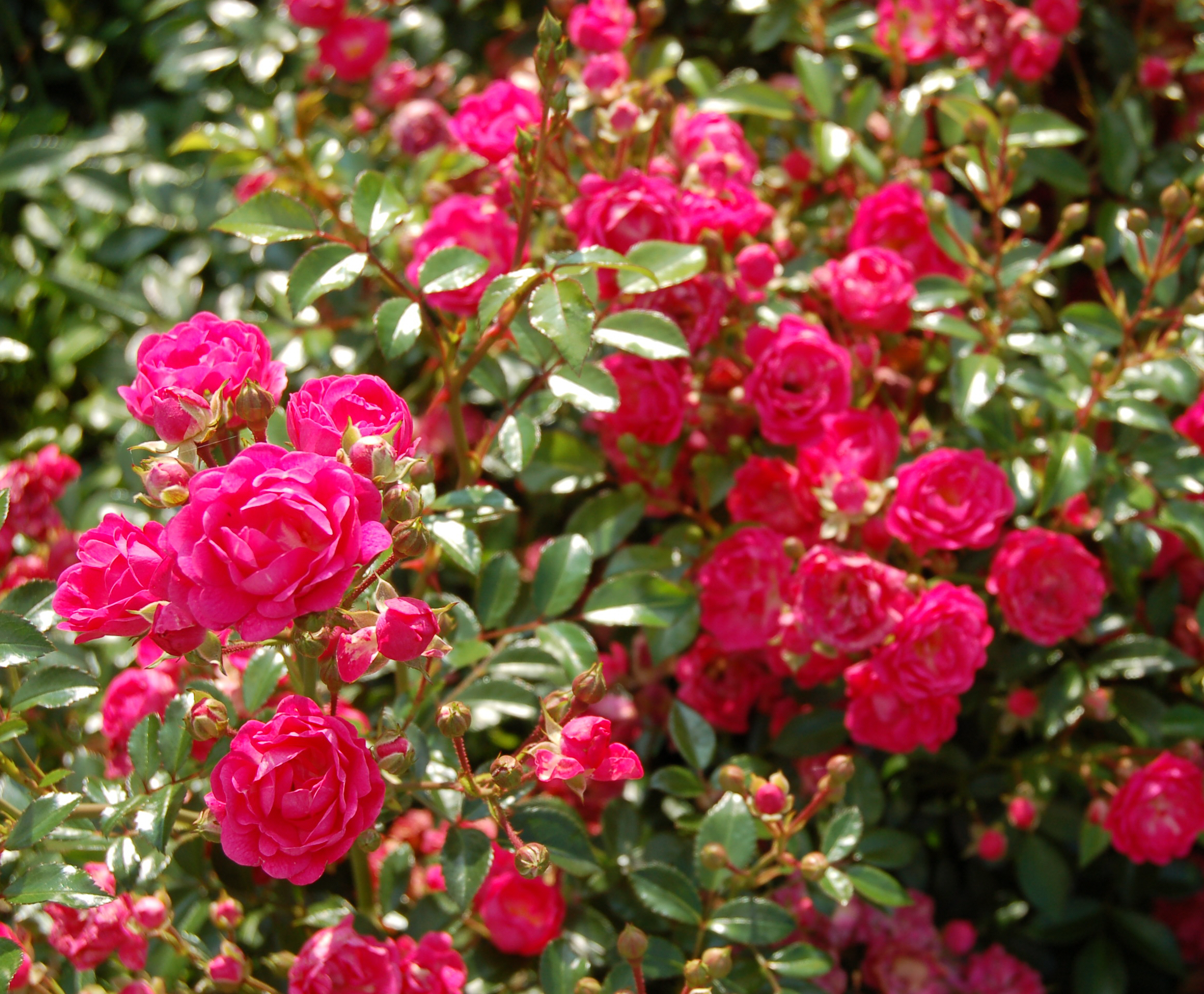
'Lovely Fairy'